# Kanton Le Lion-d'Angers
Kanton Le Lion-d'Angers (fr. Canton du Lion-d'Angers) je francouzský kanton v departementu Maine-et-Loire v regionu Pays de la Loire. Tvoří ho 11 obcí.

## Obce kantonu
- Andigné
- Brain-sur-Longuenée
- Chambellay
- Gené
- Grez-Neuville
- La Jaille-Yvon
- Le Lion-d'Angers
- Montreuil-sur-Maine
- La Pouëze
- Pruillé
- Vern-d'Anjou